# 콜리마산맥
콜리마산맥 또는 콜리마 고원(러시아어: Колымское нагорье Kolymskoye Nagorye[*])은 시베리아 북동부에 있는 산맥으로, 대부분 마가단주 내의 콜리마 지역에 있는 오호츠크해 해안을 따라 위치한다. 이 산맥은 콜리마강 유역과 오호츠크해/태평양 유역 사이의 분수계를 형성한다.
산맥의 최고봉은 옴수크찬 산맥에 있는 네프스카야산(гора Невская)으로, 높이는 1,828 미터 (5,997 ft)이다.

## 지리
콜리마산맥은 북서-남서 방향으로 1,300 킬로미터 (810 mi) 뻗어 있으며, 일반적으로 1,500 to 1,800 미터 (4,900 to 5,900 ft) 사이의 높이를 가진 화강암 봉우리들이 흩어져 있는 일련의 고원과 능선으로 구성되어 있다.
서쪽과 남서쪽으로 상 콜리마 고원은 북쪽으로는 세임찬(콜리마)-부윤다 저지대에, 남쪽으로는 올라강 유역에 접해 있다. 유카기르 고원은 최고봉인 추부쿨라흐산이 북서쪽에 솟아 있고, 아나디르 고원은 북쪽과 북동쪽에, 코략 고원은 동쪽에 위치한다.

### 하위 산맥
옴수크찬 산맥 외에도 콜리마 산맥 시스템은 여러 하위 산맥으로 구성되어 있다. 대부분은 마가단주에 위치해 있다.
- 코르코돈 산맥, 최고봉 1,760 미터 (5,770 ft)
- 콩긴 산맥, 최고봉 1,561 미터 (5,121 ft)
- 몰카티 산맥, 최고봉 1,663 미터 (5,456 ft)
- 킬간 산괴, 최고봉 1,098 미터 (3,602 ft)
- 마이만진 산맥, 최고봉 1,809 미터 (5,935 ft)
- 케돈 산맥, 최고봉 1,639 미터 (5,377 ft)
- 몰롱딘 산맥, 최고봉 1,644 미터 (5,394 ft) (캄차카 변경주 동쪽 끝)

가장 북쪽에 있는 산맥들은 축치 자치구에 위치한다.
- 쿠린 산맥 (курьинский кряж), 최고봉 1,030 미터 (3,380 ft)
- 올로이 산맥, 최고봉 1,816 미터 (5,958 ft)
- 우시-우레크첸, 최고봉 1,685 미터 (5,528 ft)

### 수문학
콜리마강의 많은 지류는 콜리마 고원의 북쪽과 북서쪽 경사면에서 발원하며, 여기에는 바합차강, 부윤다강, 발리기찬강, 수고이강, 코르코돈강 (지류 불룬강 포함), 오몰론강 (지류 몰롱다강, 올로이강, 케돈강, 케갈리강 포함)이 있다.
산악 지역의 남쪽과 남동쪽 경사면에서 발원하는 강들은 오호츠크해로 흘러들어가며 길이가 더 짧다: 올라강, 야마강, 기지가강, 파렌강, 펜지나강.

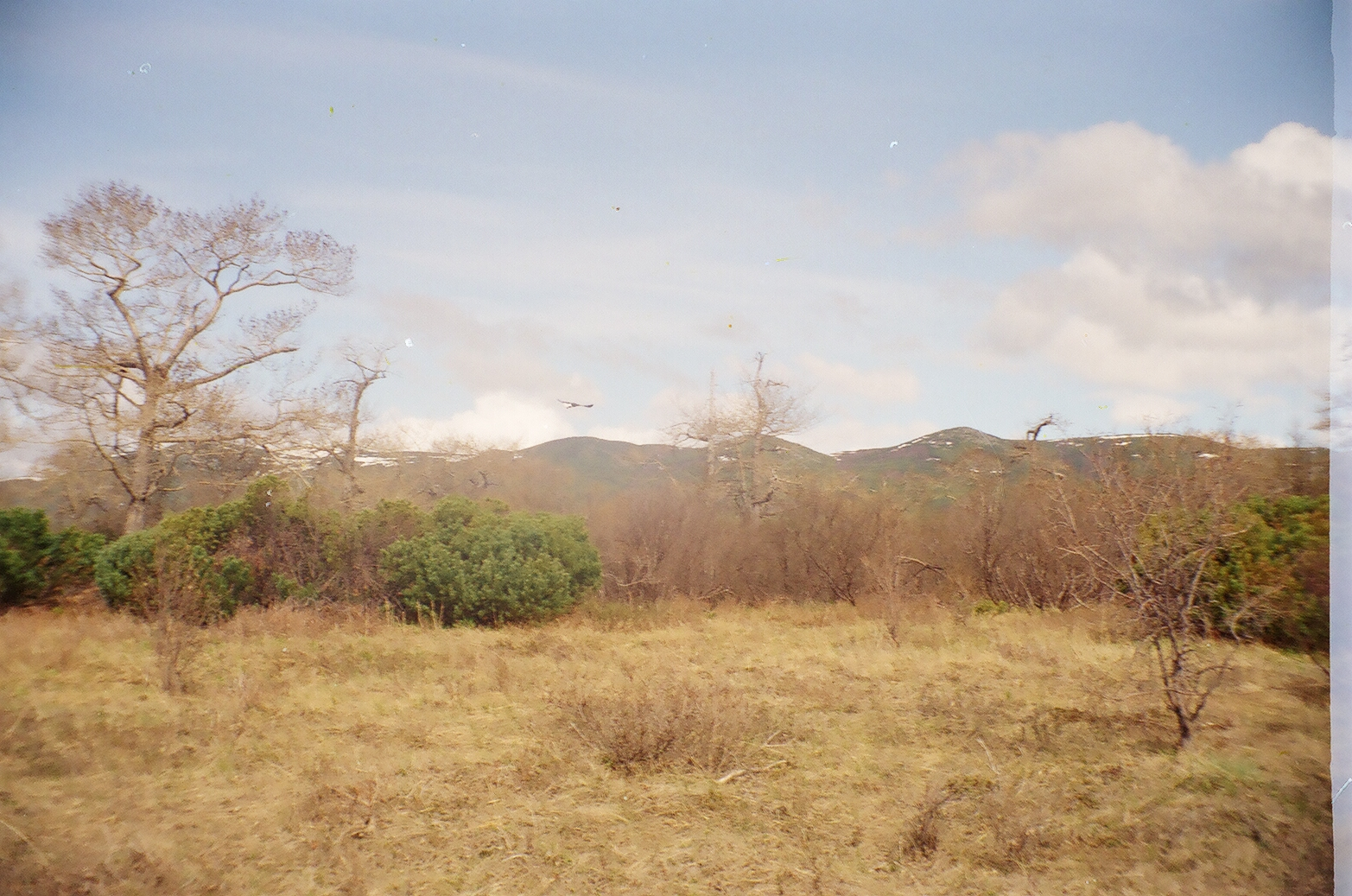
세베로-에벤스키군의 산
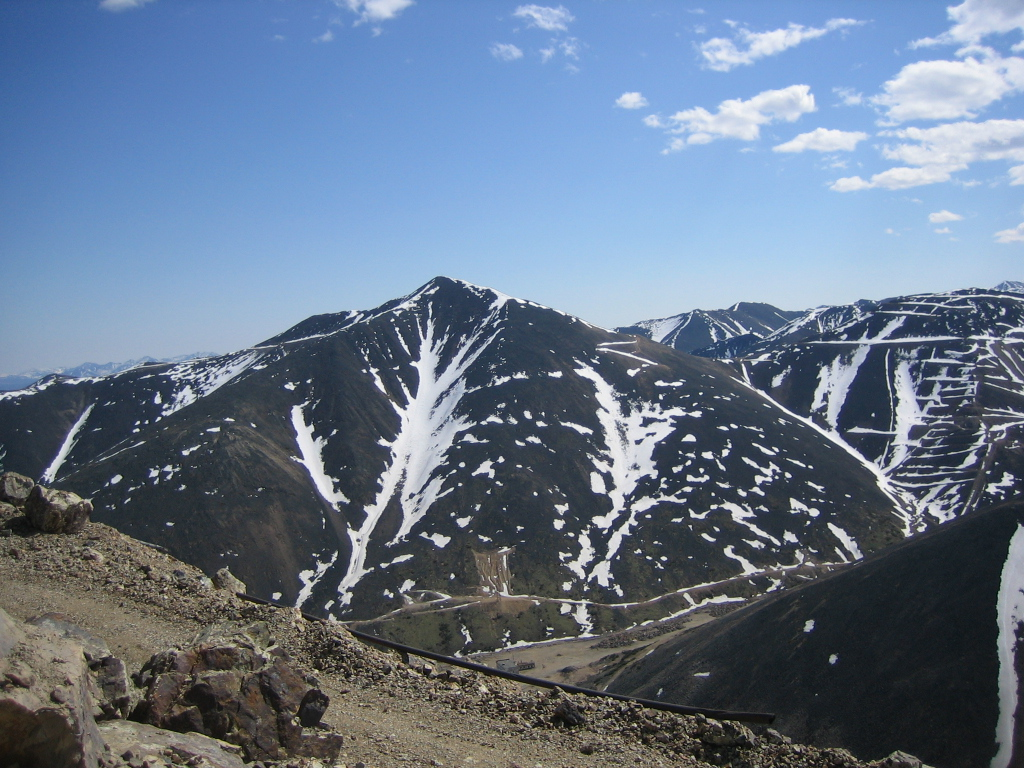
두카트 광산에서 바라본 옴수크찬 산맥